# Iacob d'Avesnes
Iacob d'Avesnes (n. 1152 – d. 7 septembrie 1191) a fost senior de Avesnes.
Iacob a fost fiul lui seniorului Nicolae de Avesnes cu Matilda de la Roche.
Începând din 1171, Iacob a devenit senior de Avesnes, Condé și Leuze. A luat parte la cruciada a treia, fiind comandantul unui detașament de soldați francezi, flamanzi și frizoni, ajungând în Țara Sfântă în 1189. Iacob a încetat din viață dincolo de mări, în timpul bătăliei de la Arsuf din 1191.
Iacob d'Avesnes a fost căsătorit cu Adela (d. 1185), fiică a lui Bouchard de Guise, având următorii copii:
- Walter al II-lea d'Avesnes
- Iacob, senior de Landrechies
- Guillaume (d. 1219)
- Bouchard al IV-lea d'Avesnes
- Matilda, căsătorită cu Nicolae al IV-lea de Rumigny, iar apoi cu Ludovic al IV-lea de Chiny
- Adelaida, căsătorită cu Rogier de Rosoy (d. 1246)
- Ida (n. 1180– d. 1216), căsătorită cu Engelbert al IV-lea de Edingen
- Adela, căsătorită inițial cu Henric al III-lea de Grandpré, iar apoi cu Raul I de Nesle

## Legături externe
- Medieval Lands Project on Jacques, lord of Avesnes